# Mathew Beard
Mathew Beard (9 de julho de 1870 – 16 de fevereiro de 1985) foi um supercentenário americano que foi verificado como a pessoa viva mais velha do mundo entre 1983 e 1985 e o homem vivo mais velho do mundo entre 1980 e 1985. Em agosto 2013 o Gerontology Research Group o incluiu como um caso verificado.

## Biografia
Mathew alegou ter nascido em Norfolk, Virgínia em 1870. Ele alegou ter se mudado para o Missouri em 1873 e supostamente estava trabalhando em uma serraria aos 12 anos em 1882. Em 1887, ele se mudou temporariamente para a Flórida para trabalhar em ferrovias. Ele se mudou para lá em 1907. Ele estava trabalhando como pedreiro em 1913. Ele conheceu sua esposa em 1919 e teve doze filhos. Em 1977, ele alegou ter sobrevivido à sua esposa e quatro de seus 12 filhos. Mathew afirmou ter construído sua casa aos 103 anos com a ajuda de um neto.
Pregador e veterano da guerra hispano-americana, Mathew era conhecido por elogiar o Ku Klux Klan, brincando de ser um Maçom.
No momento da sua morte aos 114 anos, 222 dias, Mathew era a pessoa verificada mais antiga de sempre e a primeira pessoa verificada ter atingido os 114 anos de idade, embora Shigechiyo Izumi ainda estivesse vivo e depois pensasse ter sido mais velho.